# Інженерна школа Д. Б. Спіда
Інженерна школа Д. Б. Спіда (англ. J. B. Speed School of Engineering, скорочено: Speed School або просто Speed) — інженерний коледж Університету Луїсвілла, державного дослідницького університету в Луїсвіллі, штат Кентуккі, США.

## Історія
Коледж був заснований у 1925 році дітьми Джеймса Брекенріджа Спіда (англ. James Breckenridge Speed), за допомогою гранту від Фонду Джеймса Брекенріджа Спіда. Вільям С. Спід та Олів Спід Сакетт використали грант для створення фонду на честь Джей Бі Спіда. Школа починала свою діяльність з чотирьох кафедр: хімічної інженерії, цивільного будівництва, електротехніки та машинобудування.
У 1936 році програми бакалавра наук у Speed School стали частиною першого акредитаційного класу Ради інженерів з професійного розвитку (ECPD).
З часом коледж створив додаткові інженерні кафедри, щоб відповідати галузевим стандартам. На початку 1970-х років було створено кафедру обчислювальної техніки та інформатики. Кафедра промислового машинобудування була заснована в 1977 році. Кафедра біоінженерії була створена у 2004 році. У 2007 році, було створено кафедру основ інженерії.
До 2003 року вона була відома як Наукова школа Дж. Б. Спіда.
Учні та місцеві жителі розмовно називають школу Школою Швидкості або просто Швидкістю.

## Програми навчання
Школа пропонує ступені бакалавра наук, магістра інженерії, магістра наук та доктора філософії за такими напрямками:
- Хімічна інженерія
- Цивільне та екологічне будівництво
- Комп'ютерні науки та інженерія
- Комп'ютерна інженерія та інформатика
- Електротехнічна та комп'ютерна інженерія
- Інженерний менеджмент
- Промислова інженерія
- Машинобудування
- Біомедична інженерія

Школа пропонує ступінь бакалавра мистецтв в одній галузі:
- Комп'ютерні науки

Восени 2018 року студентський склад складався з 2546 студентів (2038 студентів бакалаврату та 508 магістратури). Найбільшими кафедрами є «Машинобудування» та «Комп'ютерна інженерія та інформатика», на яких навчається трохи більше ніж 485 та 380 студентів відповідно. На думку студентів та викладачів, Школа швидкості вважається однією з найсуворіших та найпрестижніших програм в університеті.
Коли студенти бакалаврату вступають до навчального закладу, вони починають навчання за 5-річною комбінованою програмою бакалавра та магістра. Більшість студентів навчаються цілий рік, восени, навесні та влітку, загалом 14 семестрів. Три з 14 семестрів призначені для кооперативних стажувань, які проходитимуть на виробничих майданчиках, три з 14 семестрів — для магістерської програми, а решта вісім семестрів — для бакалаврської програми.

## Акредитація
Сім програм у Школі інженерії J. B. Speed при Університеті Луїсвілла акредитовані Комісією з акредитації інженерів (EAC) від ABET. Ці програми призводять до присудження ступенів магістра інженерії з таких дисциплін:
- Хімічна інженерія
- Цивільне та екологічне будівництво
- Комп'ютерна інженерія та інформатика
- Електротехнічна та комп'ютерна інженерія
- Промислова інженерія
- Біомедична інженерія
- Машинобудування

Крім того, Інженерна школа Д. Б. Спіда також пропонує ступінь бакалавра з комп'ютерних наук, акредитований Комісією з акредитації комп'ютерів (CAC) від ABET.
Станом на листопад 2010 року всі інженерні спеціальності рівня бакалавра також акредитовані ABET.

## Зручності
Кампус розташований майже повністю на південь від Істерн-Парквей на території кампусу Белкнап (головний кампус) Університету Луїсвілла та складається з таких будівель:
- Будівля інженерної графіки — для кафедри інженерної графіки — знесена у 2013 році, оскільки об'єднання кафедри інженерної графіки та кафедри основ інженерії призвело до появи єдиного курсу графіки, який пропонувався для викладання в Інженерному центрі Даті.
- Будівля Генрі Фогта — прибудована до Сакетт-Холу, використовується кількома департаментами.
- Сакетт-хол — прибудований до будівлі Генрі Фогта, використовується кафедрою машинобудування.
- Будівля J. B. Speed — у ній розташовані деканат, відділ академічної роботи, приймальна комісія, кафедри основ інженерії, консультаційні кабінети та кафедри промислової інженерії.
- Будівля W. S. Speed — використовується кафедрами електротехніки та обчислювальної техніки, а також цивільного та екологічного будівництва.
- Зал Р. К. Ернста — використовується кафедрою хімічної інженерії.
- Лутц-хол — використовується кафедрами електротехніки та комп'ютерної інженерії, біомедичної інженерії, хімічної інженерії та комп'ютерних наук та інженерії.
- Дослідницький корпус Джона В. Шумейкера — містить 10 000 фут2 (930 м2) — чисте приміщення та дослідницькі лабораторії нанотехнологій та біоінженерії.
- Інженерний центр Даті — використовується кафедрою комп'ютерних наук та інженерії (CSE), разом із Центром кооперативної освіти, а також низкою навчальних приміщень, що використовуються кафедрою основ інженерії.